# Копнена војска
Копнена војска је вид војске намењен за извођење операција на копну. Обједињује више родова и служби чији су организација, састав, наоружање и опрема прилагођени копненим дејствима.
У неким земљама, као што су Француска и Кина, израз „армија“, посебно у облику множине „армије“, има шире значење оружаних снага у целини, задржавајући колоквијални смисао за копнене снаге. Да би се разликовала колоквијална армија од формалног концепта војне силе, термин је квалификован, на пример у Француској се копнене снаге називају Armée de terre, што значи копнена војска, а ваздушне и свемирске снаге се називају Armée de l'Air et de l’Espace, што значи ваздушна и свемирска војска. Поморске снаге, иако не користе термин „армија“, такође су укључене у шири смисао појма „армија“ — тако је Француска морнарица саставни део колективне француске армије (Француске оружане снаге) под Министарством армије. Сличан образац се види у Кини, где је Народноослободилачка армија (PLA) свеукупна војска, копнене снаге су PLA копнене снаге, и тако даље за PLA ваздухопловство, PLA морнарицу и друге гране.
По конвенцији, нерегуларна војска се схвата као контраст регуларних армија. То су снаге које су полако расле од личних телохранитеља или елитне милиције. Регуларна армија се у овом случају односи на стандардизоване доктрине, униформе, организације итд. Регуларна војска се такође може односити на статус са пуним радним временом (стална војска), наспрам резервног или хонорарног особља. Друге разлике могу одвојити законске снаге (успостављене према законима као што је Закон о националној одбрани), од де факто „незаконских“ снага као што су неке герилске и револуционарне армије. Војске такође могу бити експедиционе (дизајниране за прекоокеанско или међународно распоређивање) или ограђене (дизајниране за – или ограничене на – одбрану домовине).

## Историја

### Индија
Индијске војске биле су међу првима у свету. У првој забележеној бици, Бици десет краљева, хиндуистички аријевски краљ по имену Судас победио је савез од десет краљева и поглавица које су их подржавали. Током гвозденог доба, царства Маурија и Нанда су имала највеће армије на свету, а врхунац је био око 600.000 пешака, 30.000 коњаника, 8.000 ратних кочија и 9.000 ратних слонова, не укључујући савезнике вазалне државе. У доба Гупте, велике армије дугих стрелаца су регрутоване да се боре против нападачких армија коњичких стрелаца. Слонови, копљаници и коњица били су друге употребљаване трупе.

### Кина
Уметност ратовања Сун Цуа остаје један од седам кинеских војних класика, иако је стар две хиљаде година. Пошто ниједна политичка фигура није могла да постоји без војске, предузете су мере како би се обезбедило да само најспособније вође могу да контролишу војску. Цивилна бирократија (士大夫) је настала да контролише производну моћ држава и њихову војну моћ.

### Древни Рим
Римска војска је имала своје порекло у грађанској војсци Републике, у којој су били грађани који су служили обавезну дужност за Рим. Регрутација је остала главни метод којим је Рим прикупљао снаге до краја Републике. Реформе су војску претвориле у професионалну организацију коју су још увек углавном попуњавали грађани, али су ови грађани служили непрекидно 25 година пре него што су отпуштени.

### Средњовековна Европа
У најранијем средњем веку била је обавеза сваког аристократе да се одазове позиву у битку својом опремом, стрелцима и пешадијом. Овај децентрализовани систем је био неопходан због друштвеног поретка тог времена, али је могао довести до шароликих снага са променљивом обуком, опремом и способностима. Што је племић имао више ресурса на располагању, његове трупе би биле боље.
У почетку су се речи „витез“ и „племенити“ користиле наизменично, јер није било разлике између њих. Док се племство борило на коњима, подржавали су га грађани ниже класе, плаћеници и криминалци, чија је једина сврха била учешће у ратовању јер су, најчешће, имали краће запослење током ангажмана свог господара. Како је средњи век напредовао и феудализам се развијао у легитимном друштвеном и економском систему, витезови су почели да се развијају у сопствену класу са мањим ограничењем: и даље су били у обавези према свом господару. Како више није била првенствено вођена економским потребама, новооснована вазална класа је, уместо тога, била вођена оданошћу и витештвом.
У теорији, сваки Енглез је имао обавезу да служи четрдесет дана. Четрдесет дана није било довољно за поход, посебно оне на континент.
Године 1439, француско законодавство, познато као Генерални сталежи (француски: états généraux), донело је законе који су ограничавали регрутовање и обуку војске само на краља. Требало је подићи нови порез познат као taille који је требало да обезбеди финансирање нове краљевске војске. Најамничке чете су добиле избор или да се придруже Краљевској војсци као компаније по захтеву на трајној основи, или да буду прогоњене и уништене ако одбију. Француска је добила укупну сталну војску од око 6.000 људи, која је послата да постепено елиминише преостале плаћенике који су инсистирали да делују сами. Нова стајаћа војска имала је дисциплинованији и професионалнији приступ ратовању од својих претходника. Реформе из 1440-их су на крају довеле до победе Француске код Кастијона 1453. и завршетка Стогодишњег рата. До 1450. године јединице су подељене на теренску војску, познату као grande ordonnance и гарнизонске снаге познате као petite ordonnance.